# Atletism la Jocurile Olimpice de vară din 2020 - Săritura în lungime (feminin)
Proba feminină de săritură în lungime de la Jocurile Olimpice de vară din 2020 a avut loc în perioada 1-3 august 2021 pe Stadionul Național al Japoniei.

## Recorduri
Înaintea acestei competiții, recordurile mondiale și olimpice erau următoarele:
| Record           | Atlet                      | Rezultat | Loc                 | Data               |
| ---------------- | -------------------------- | -------- | ------------------- | ------------------ |
| Recordul mondial | Galina Cisteakova (URS)    | 7,52 m   | Leningrad, URSS     | 11 iunie 1988      |
| Recordul olimpic | Jackie Joyner-Kersee (USA) | 7,40 m   | Seul, Coreea de Sud | 29 septembrie 1988 |

## Program
Orele sunt ora Japoniei (UTC+9) 
| Data                    | Oră  | Etapă      |
| ----------------------- | ---- | ---------- |
| Duminică, 1 august 2021 | 9:10 | Calificări |
| Marți, 3 august 2021    | 9:00 | Finala     |

## Rezultate

### Calificări
Reguli de calificare în finală: se califică în finală orice sportiv care sare lungimea de 6,75m (C) sau cele mai bune 12 rezultate (c).
| Loc | Grupă | Nume                        | Țară                       | 1    | 2    | 3    | Rezultat | Note  |
| --- | ----- | --------------------------- | -------------------------- | ---- | ---- | ---- | -------- | ----- |
| 1   | B     | Ivana Španović              | Serbia                     | x    | 7,00 |      | 7,00     | C, SB |
| 2   | B     | Malaika Mihambo             | Germania                   | 6,64 | 6,56 | 6,98 | 6,98     | C, SB |
| 3   | A     | Brittney Reese              | Statele Unite ale Americii | 6,52 | 6,86 |      | 6,86     | C     |
| 4   | A     | Tara Davis                  | Statele Unite ale Americii | 6,85 |      |      | 6,85     | C     |
| 5   | B     | Chantel Malone              | Insulele Virgine Britanice | x    | 6,44 | 6,82 | 6,82     | C     |
| 6   | B     | Ese Brume                   | Nigeria                    | 6,68 | 6,55 | 6,76 | 6,76     | C     |
| 7   | A     | Khaddi Sagnia               | Suedia                     | 6,76 |      |      | 6,76     | C     |
| 8   | A     | Abigail Irozuru             | Marea Britanie             | 6,39 | 6,65 | 6,75 | 6,75     | C, SB |
| 9   | A     | Tyra Gittens                | Trinidad și Tobago         | 6,12 | 6,72 | 6,34 | 6,72     | c     |
| 10  | A     | Marina Beh-Romanciuk        | Ucraina                    | 6,71 | x    | x    | 6,71     | c     |
| 11  | A     | Jazmin Sawyers              | Marea Britanie             | 6,55 | x    | 6,62 | 6,62     | c     |
| 12  | A     | Brooke Stratton             | Australia                  | 6,60 | 6,44 | 6,32 | 6,60     | c     |
| 13  | B     | Quanesha Burks              | Statele Unite ale Americii | 6,04 | 6,56 | 6,18 | 6,56     |       |
| 14  | B     | Nastassia Mironchyk-Ivanova | Belarus                    | 6,21 | 6,39 | 6,55 | 6,55     |       |
| 15  | A     | Maryse Luzolo               | Germania                   | 6,54 | x    | 6,38 | 6,54     |       |
| 16  | B     | Anasztázia Nguyen           | Ungaria                    | x    | 6,52 | x    | 6,52     |       |
| 17  | A     | Alina Rotaru                | România                    | 6,46 | 6,47 | 6,51 | 6,51     |       |
| 18  | B     | Eliane Martins              | Brazilia                   | x    | 6,43 | 6,38 | 6,43     |       |
| 19  | A     | Rellie Kaputin              | Papua Noua Guinee          | x    | 6,30 | 6,40 | 6,40     |       |
| 20  | B     | Florentina Iusco            | România                    | 6,19 | x    | 6,36 | 6,36     |       |
| 21  | B     | Fátima Diame                | Spania                     | x    | 6,27 | 6,32 | 6,32     |       |
| 22  | A     | Christabel Nettey           | Canada                     | 6,18 | 6,23 | 6,29 | 6,29     |       |
| 23  | B     | Yanis David                 | Franța                     | 6,27 | 6,10 | 6,26 | 6,27     |       |
| 24  | A     | Chanice Porter              | Jamaica                    | x    | 6,13 | 6,22 | 6,22     |       |
| 25  | B     | Tissanna Hickling           | Jamaica                    | 6,17 | x    | 6,19 | 6,19     |       |
| 26  | B     | Darya Reznichenko           | Uzbekistan                 | 5,92 | 5,94 | 6,19 | 6,19     |       |
| 27  | A     | Nathalee Aranda             | Panama                     | 5,98 | 6,12 | x    | 6,12     |       |
| 28  | B     | Lorraine Ugen               | Marea Britanie             | 6,05 | x    | x    | 6,05     |       |
| –   | B     | Ksenija Balta               | Estonia                    | x    | –    | –    | FR       |       |
| –   | A     | Daria Klișina               | COR                        | x    | x    | x    | FR       |       |

### Finala
Sursa
| Loc | Nume                 | Țară                       | 1    | 2    | 3    | 4                        | 5                        | 6                        | Rezultat | Note |
| --- | -------------------- | -------------------------- | ---- | ---- | ---- | ------------------------ | ------------------------ | ------------------------ | -------- | ---- |
| 1   | Malaika Mihambo      | Germania                   | 6,83 | 6,95 | 6,78 | x                        | x                        | 7,00                     | 7,00     | SB   |
| 2   | Brittney Reese       | Statele Unite ale Americii | 6,60 | 6,81 | 6,97 | 6,87                     | 6,95                     | 6,84                     | 6,97     |      |
| 3   | Ese Brume            | Nigeria                    | 6,97 | 6,67 | x    | 6,88                     | x                        | 6,90                     | 6,97     |      |
| 4   | Ivana Španović       | Serbia                     | 6,71 | 6,91 | 6,84 | x                        | 6,63                     | 6,72                     | 6,91     |      |
| 5   | Marina Beh-Romanciuk | Ucraina                    | x    | x    | 6,88 | x                        | x                        | x                        | 6,88     |      |
| 6   | Tara Davis           | Statele Unite ale Americii | 6,62 | 6,67 | 6,81 | 6,84                     | 6,83                     | 6,71                     | 6,84     |      |
| 7   | Brooke Stratton      | Australia                  | x    | 6,52 | 6,83 | 6,24                     | 6,62                     | x                        | 6,83     |      |
| 8   | Jazmin Sawyers       | Marea Britanie             | x    | 6,80 | 6,53 | 6,74                     | x                        | x                        | 6,80     |      |
| 9   | Khaddi Sagnia        | Suedia                     | 6,58 | 6,67 | 6,58 | Nu a avansat mai departe | Nu a avansat mai departe | Nu a avansat mai departe | 6,67     |      |
| 10  | Tyra Gittens         | Trinidad și Tobago         | 6,30 | 6,60 | 6,53 | Nu a avansat mai departe | Nu a avansat mai departe | Nu a avansat mai departe | 6,60     |      |
| 11  | Abigail Irozuru      | Marea Britanie             | x    | 6,51 | 6,27 | Nu a avansat mai departe | Nu a avansat mai departe | Nu a avansat mai departe | 6,51     |      |
| 12  | Chantel Malone       | Insulele Virgine Britanice | 6,50 | 4,73 | 6,48 | Nu a avansat mai departe | Nu a avansat mai departe | Nu a avansat mai departe | 6,50     |      |